# Unione Calcio Sampdoria (femenino)
La Unione Calcio Sampdoria, conocida como Sampdoria, Sampdoria Femminile o Sampdoria Women, es la sección de fútbol femenino del club italiano homónimo con sede en la ciudad de Génova, en Liguria. Fue fundada en 2021 y a partir de la temporada 2025-26 militara en la Serie B.

## Historia
La sección femenina de la Unione Calcio Sampdoria fue fundada el 15 de junio de 2021, cuando el conjunto genovés adquirió los derechos deportivos del club Florentia San Gimignano para competir en la Serie A Femenina.
El 29 agosto siguiente, las blucerchiate debutaron en la máxima división italiana con una victoria por 2 a 1 ante la Lazio, con goles de Ana Lucía Martínez y Yoreli Rincón. En su primera temporada, la Sampdoria Femenina finalizó en el sexto lugar y llegó hasta los cuartos de final de la Copa Italia; en la segunda temporada, terminó la liga en octava posición y también fue eliminada de la Copa en cuartos de final.
El 19 de julio de 2023, la U. C. Sampdoria anunció la disolución del primer equipo femenino, alegando principalmente razones económicas. Sin embargo, en las semanas siguientes el club intentó inscribirlo en el campeonato de Serie A; el 2 de septiembre, anunció que mantendría su compromiso con el equipo Women y el entero sector femenino.